# Universidade do Planalto Catarinense
A Universidade do Planalto Catarinense (UNIPLAC) é uma instituição pública de direito privado, localizada em Lages, no estado brasileiro de Santa Catarina.

## Históriɑ
Iniciou-se em 1959 após a criação da Associação Catarinense de Cultura (que tinha o objetivo de manter estabelecimentos de ensino médio, técnico e superior). Em novembro de 1965 é criada a "Fundação Educacional de Lages" (FEL), através da lei municipal n.º 255. Em 1966 ocorre a implantação da primeira faculdade ("Faculdade de Ciências Econômicas, Contábeis, Administrativas, Jurídicas e Sociais de Lages" — FACEC) e dos primeiros cursos, ciências econômicas e ciências contábeis. A atual mantenedora, "Fundação das Escolas Unidas do Planalto Catarinense", foi criada em 1974.
Houve o reconhecimento como universidade em 27 de julho de 1999 (pelo Conselho Estadual de Educação, através da resolução 31/99, e pelo governo do Estado de Santa Catarina, por meio do decreto 312/99), após a reitoria decidir por iniciar este processo em 1994.
Dispõe de 30 cursos de graduação, além de cursos de pós-graduação lato sensu e stricto sensu. Seu processo seletivo é feito pela ACAFE e/ou análise de histórico escolar. Foi declarada de utilidade pública pela federação (decreto n.º 94.364, de 22/05/1987; DOU de 25/05/1987), estado (lei n.º 12.028, de 14/12/2001) e município (lei n.º 078, de 23/12/1969).